# 江東区立第二大島中学校
江東区立第二大島中学校（こうとうくりつ だいにおおじまちゅうがっこう）は、東京都江東区大島に所在する区立中学校。

## 概要
- 広く、水捌けの良いグラウンドを持つ
- 周辺には東京都立城東高等学校が位置しており、本校の生徒も進学している。
- 全校生徒数は259名・9学級編成（2023年4月1日現在）。
- 通学区域は大島3丁目および6丁目の全域で、隣接する大島六丁目団地（旧住宅公団、現UR賃貸住宅）を擁する。団塊ジュニア世代が通学していた時期には、一学年に最大8学級、千人近い生徒数を擁していた。
- 卒業式には、在校生が卒業生の入退場の際にモーツァルトのグローリアを合唱して送り出す伝統があった。(現在は歌わない。)
- 2020年 夏に校舎の改築が予定されている。
- 2022年 新校舎完成

## 沿革
- 1954年 - 江東区立大島中学校より分離し開校。